# Poto (singolo)
Poto è un singolo della cantante francese Wejdene, pubblicato l'11 novembre 2022 come terzo estratto dal secondo album in studio Glow Up.

## Video musicale
Il video musicale è stato reso disponibile l'11 novembre 2022.

## Tracce
Testi e musiche di Wejdene e Feuneu.
1. Poto – 2:37

## Formazione
- Wejdene – voce
- Feuneu – produzione